# Carvalhal (Abrantes)
Carvalhal is een plaats (freguesia) in de Portugese gemeente Abrantes en telt 1 006 inwoners (2001).